# Dániel Fekete
Dániel Fekete (ungarisch Fekete Dániel; * 22. Februar 1982 in Budapest) ist ein ungarischer Eishockeyspieler, der seit 2021 beim SC Hohenems in der Ö Eishockeyliga unter Vertrag steht.

## Karriere
Dániel Fekete spielte bereits als 17-Jähriger in Österreich, wo er beim EC Supergau Feldkirch auf dem Eis stand. Nachdem er bis 2002 beim EHC Bregenzerwald und erneut in Feldkirch, wo er 2002 die zweitklassige Nationalliga gewinnen konnte, wechselte er zum EHC Lustenau, für den er 31 Mal in der österreichischen Eishockey-Liga auflief, bevor er mit dem Klub 2003 in die Nationalliga abstieg. Kurz vor Ende der Spielzeit 2003/04 kehrte er für drei Spiele nach Feldkirch zurück. Nach einem Jahr beim EC Graz 99ers in der ÖEHL wechselte er 2005 zum Nationalligisten Dornbirner EC, wo er bis 2007 spielte. Danach verließ er Österreich und schloss sich den Trondheim Black Panthers aus der norwegischen GET-ligaen an. Als der Klub aus der drittgrößten Stadt des Landes 2008 aus finanziellen Gründen aufgelöst wurde, kehrte er in seine ungarische Heimat zurück und spielte die folgenden drei Jahre mit Alba Volán Székesfehérvár sowohl in der österreichischen als auch in der ungarischen Liga. Mit Alba Volán gewann er 2009, 2010 und 2011 den ungarischen Meistertitel und erreichte 2010 die Playoffs der ÖEHL. 2011 ging er nach Österreich zurück, wo er nach einem Jahr beim Dornbirner EC in der Nationalliga seit 2012 wieder bei der VEU Feldkirch in der nunmehr Inter-National-League genannten zweithöchsten Spielklasse antritt. Mit den Vorarlbergern gewann er den Österreich-Cup 2014/15. Ab 2016 spielte er mit dem Klub in der Alps Hockey League. 2021 wechselte er zum SC Hohenems in die drittklassige Ö Eishockeyliga.

### International
Für Ungarn nahm Fekete im Juniorenbereich an der U18-B-Europameisterschaft 1998, der U18-B-Weltmeisterschaft 1999 und der U18-Weltmeisterschaft der Europa-Division I 2000 sowie der U20-C-Weltmeisterschaft 2000 und der U20-Weltmeisterschaft der Division II 2002 teil.
Im Seniorenbereich stand Fekete im ungarischen Aufgebot bei den Weltmeisterschaften der Division I 2005, 2006, 2007, 2008 und 2010. Er gehörte zudem der ungarischen Mannschaft an, die bei der Weltmeisterschaft 2009 erstmals nach 70 Jahren wieder in der höchsten Klasse der Weltmeisterschaften spielte, aber den sofortigen Wiederabstieg nicht vermeiden konnte. Außerdem nahm er an der Olympiaqualifikation für die Spiele in Turin 2006 und in Vancouver 2010 teil.

## Erfolge und Auszeichnungen
- 2002 Gewinn der Nationalliga mit dem EC Supergau Feldkirch
- 2008 Aufstieg in die Top-Division bei der Weltmeisterschaft der Division I, Gruppe B
- 2009 Ungarischer Meister mit Alba Volán Székesfehérvár
- 2010 Ungarischer Meister mit Alba Volán Székesfehérvár
- 2011 Ungarischer Meister mit Alba Volán Székesfehérvár
- 2015 Gewinn des Österreich-Cups mit der VEU Feldkirch

## ÖEHL-Statistik
(Stand: Ende der Saison 2010/11)